# Nothoscordum famatinense
Nothoscordum famatinense är en amaryllisväxtart som beskrevs av Pierfelice Ravenna. Nothoscordum famatinense ingår i släktet vaniljlökar, och familjen amaryllisväxter. Inga underarter finns listade i Catalogue of Life.